# Christo Proykov
Christo Projkow (búlgaro Христо Пройков; nascido em 11 de março de 1946 em Sofia, Bulgária) é um clérigo búlgaro e bispo da Eparquia de São João XXIII em Sofia na Igreja Católica Búlgara.
Projkov foi ordenado sacerdote católico búlgaro em 23 de maio de 1971 em Sofia. Projkov foi nomeado coadjutor no Exarcado Apostólico de Sofia em 18 de dezembro de 1993. Ao mesmo tempo, foi nomeado bispo titular de Briula. Foi ordenado bispo em 6 de junho de 1994 em Sofia pelo Papa João Paulo II; Os co-consagradores foram o Cardeal Giovanni Battista Re e o Arcebispo Josip Uhač, Secretário da Congregação para a Evangelização dos Povos. Hristo Projkow é Bispo do Exarcado Greco-Católico de Sofia desde 5 de setembro de 1995.
Em 15 de maio de 2009, o Papa Bento XVI o nomeou Consultor da Congregação para as Igrejas Orientais. Hristo Projkow tornou-se o primeiro Bispo da Eparquia de São João XXIII em 11 de outubro de 2019 como resultado da elevação do Exarcado Apostólico de Sofia à Eparquia, em Sófia.